# Leine (Helme)
Die Leine ist ein linker Zufluss der Helme im Südharz in Sachsen-Anhalt.

## Name
Die Leine wurde im Jahr 1120 als Lina erstmals urkundlich erwähnt. Der Name ist wahrscheinlich keltischen Ursprungs und steht wohl im Zusammenhang mit dem indogermanischen Wortstamm *leiH- für 'gießen, fließen'.

## Verlauf
Die Leine entspringt nördlich von Hainrode und fließt zunächst nach Osten. An der Mündung des Erlbaches knickt sie nach Südwesten ab, durchfließt Großleinungen, Drebsdorf, Kleinleinungen und mündet in Bennungen in die Helme.
Kurz vor ihrer Mündung befindet sich die ehemals als Wassermühle betriebene Eisenhüttenmühle.

## Zuflüsse
- Erlbach (links)
- Lengfelder Graben (links)
- Nasse (rechts)